# Vanne automatique
Pour les articles homonymes, voir vanne (homonymie).

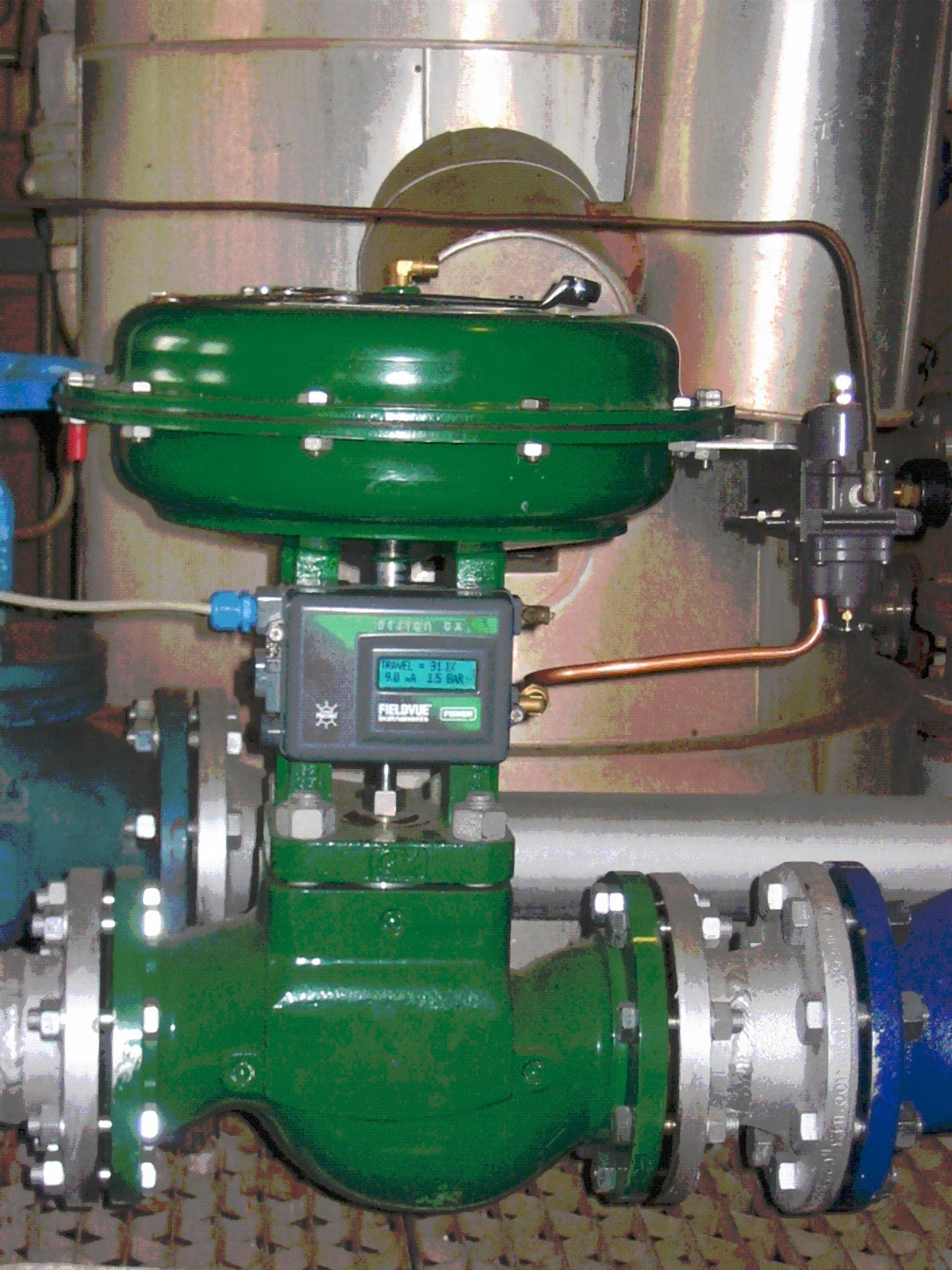
Vanne de contrôle

La vanne automatique, ou vanne de régulation, est un organe qui relève de la régulation industrielle  des procédés physico-chimiques. Elle est commandée par un actionneur dont les variations continues de la position modifient la taille de l'orifice de passage du fluide. De cette façon, la chute de pression aux bornes de la vanne est modulée lors du passage d'un fluide, avec pour conséquence la maîtrise du débit traversant,,.

## Constitution

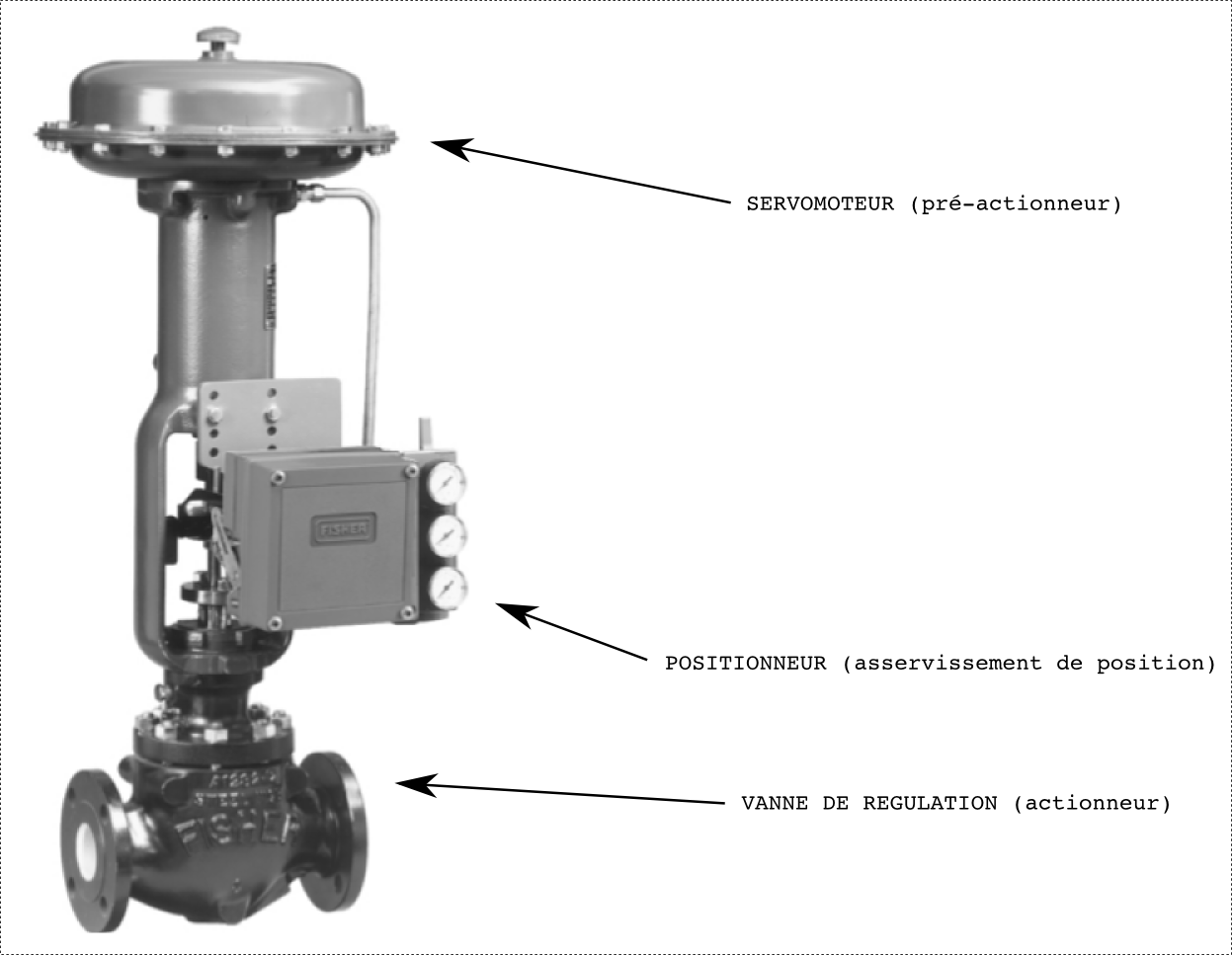
Constituants principaux d'une vanne de régulation.

Une vanne automatique est composée :
- d'un corps de vanne monté en série sur la canalisation, contenant le clapet et son siège ;
- d'un servomoteur, accouplé au clapet par une tige ou un axe de commande, et dont le rôle est de déplacer le clapet à partir d'un ordre de commande pneumatique, électrique ou hydraulique ;
- d'un positionneur dont le rôle est d'asservir la position de l'obturateur, en fournissant à l'actionneur l'énergie motrice nécessaire pour vaincre les frottements dus au dispositif d’étanchéité et les forces exercées par la poussée du fluide, en fonction d'un signal de commande issu du système de contrôle-commande ou de l'automate, électrique analogique ou numérique, voire hydraulique.

## Coefficient de débit
La capacité de la vanne régulation est traduite par son coefficient de débit, noté Cv.  
La relation fondamentale de détermination du Cv et l'origine de sa définition, sont établies en 1944 par la firme américaine Masoneilan. Elles s'appliquent au passage turbulent dans une restriction d'un fluide incompressible :

Avec :

- {\displaystyle Cv_{(GPM.PSI^{-0,5})}} : coefficient de débit de la vanne. Il est d'usage de ne pas préciser l'unité du Cv.
GPM : gallons US par minute
PSI : livres anglaises par pouce carré
{\displaystyle 1,1591_{({\frac {GPM}{\sqrt {PSI}}}\times {\frac {\sqrt {bar}}{m^{3}h^{-1}}})}} : coefficient de conversion du système international vers le système impérial
- {\displaystyle \Delta p_{(bar)}} : différence de pression aux bornes de la vanne
- {\displaystyle q_{v(m^{3}.h^{-1})}} : débit volumique de fluide incompressible
- {\displaystyle G_{(-)}} : densité du fluide par rapport à celle de l'eau

## Caractéristique (externe) de débit
Le coefficient de débit ou Cv est calculé pour le débit obtenu à pleine ouverture, soit avec un signal de commande {\displaystyle Y_{R}=100\%} pour une vanne NF (normalement fermée) et {\displaystyle Y_{R}=0\%} pour une vanne NO (normalement ouverte).
La caractéristique de débit est la courbe traduisant le pourcentage de Cv en fonction du pourcentage d'ouverture.
Elle est le plus souvent « égal pourcentage » ou « linéaire ». 